# شغف (مسلسل)
شغف مسلسل كويتي، من إخراج محمد القفاص، وتأليف علاء حمزة.

## قصة المسلسل
تدور أحداث المسلسل في إطار درامي رومانسي مثلث جنون الحب، حيث أن فنانة تشكيلة تقع في حب شاب يصغرها في السن، وذلك بعدما أصيبت في أعصاب يدها وفقدت قدرتها على الرسمن لكي تستعين به لكي يرسم أفكارها، وذلك في الوقت الذي يتعلق بقلبها شخص أخر.

## الممثلون
- هدى حسين، بدور «دانة».
- حسين المنصور، بدور «نواف».
- عبد الله بوشهري، بدور «فيصل».
- ريم ارحمة، بدور «شوق».
- عبد الله الطراروة، بدور «راشد».
- سلوى الجراش، بدور «زهرة».
- ناصر كرماني، بدور «مرزوق أبو فيصل».
- أمل محمد، بدور «أم فيصل».
- نورا، بدور «نور».
- سارة القبندي، بدور «دانة نواف».
- عبد الله عباس، بدور «صالح».
- هدى حمدان.
- محمد الوادي.
- هبة هاشم.
- سالي فراج، بدور «وجد».
- إيمان جمال.
- عذاري، بدور «أم ضاري».
- جاسم النبهان، بدور «ناجي».
- سليمان الياسين، بدور «أبو ضاري».
- مي عبد الله، بدور «ملك».
- أحلام حسن، «ظهور خاص».
- أوس الشطي، «ظهور خاص».
- زهرة عرفات، بدور «امتثال».
- خلود محمد.
- فيصل الزايد، بدور «ضاري».
- جميل الشايب.
- محمد أشكناني.

## وصلات خارجية
- شغف (مسلسل) في قاعدة بيانات الأفلام العربية